# Олзийт
Олзийт (монг.: Олзийт) — сомон аймаку Хентій, Монголія. Площа 2,4 тис. км², населення 2,0 тис. Центр сомону знаходиться за 290 км від Улан-Батора, за 53 км від міста Ундерхаан.

## Рельєф
Рівнина чергується з невисокими горами. Річка Мурун, солоні озера.

## Клімат
Клімат різко континентальний. Щорічні опади 250—280 мм, середня температура січня −21°-35°С, середня температура липня +18°+20°С.

## Природа
Здебільшого хвойна рослинність. Водяться лисиці, вовки, манули, зайці, тарбагани.

## Корисні копалини
Сомон багатий на вольфрам, будівельну сировину.

## Соціальна сфера
Є школа, лікарня, сфера обслуговування, будинки відпочинку.